# Механічний каротаж
Каротаж механічний (рос.карот(т)аж механический, англ. mechanical logging; нім. mechanische Karot(t)age f) – оснований на вимірюванні і реєстрації часу буріння певного інтервалу стовбура свердловини (1,0; 0,5; 0,2 м). 
К.м. характеризує процес руйнування гірських порід (при незмінній технології буріння).